# Хлебное (Советский район)
Хле́бное (до 1945 года Бейс-Лехе́м; укр. Хлібне, крымскотат. Beys Lehem, Бейс Лехем) — село в Советском районе Республики Крым, входит в состав Чапаевского сельского поселения (согласно административно-территориальному делению Украины — Чапаевского сельского совета Автономной Республики Крым).

## Население
| 2001 | 2014 |
| ---- | ---- |
| 410  | ↘278 |

Всеукраинская перепись 2001 года показала следующее распределение по носителям языка
| Язык             | Процент |
| ---------------- | ------- |
| русский          | 52.44   |
| крымскотатарский | 30.98   |
| украинский       | 15.37   |
| другие           | 0.97    |

### Динамика численности
- 1926 год — 72 чел.[10]
- 2001 год — 410 чел.[11]
- 2009 год — 383 чел.[12]
- 2014 год — 278 чел.[13]

## Современное состояние
На 2017 год в Хлебном числится 3 улицы — Зелёная, Пролетарская и Степная; на 2009 год, по данным сельсовета, село занимало площадь 37,8 гектара на которой, в 117 дворах, проживало 383 человека. В селе действует фельдшерско-акушерский пункт, мечеть «Бейс-Лехем джамиси». Хлебное связано автобусным сообщением с райцентром и соседними населёнными пунктами.

## География
Хлебное — село в центре района, в степном Крыму, высота над уровнем моря — 28 м. Ближайшие сёла — примыкающий на севере Новый Мир и Чапаевка в 1,5 км на северо-восток. Райцентр Советский — примерно в 12 километрах (по шоссе), там же ближайшая железнодорожная станция — Краснофлотская (на линии Джанкой — Феодосия). Транспортное сообщение осуществляется по региональной автодороге 35Н-581 Советский — Пруды — Зыбины (по украинской классификации — С-0-11424).

## История
Еврейская земледельческая артель Бейс-Лехем (Дом хлеба на иврите) была создана по инициативе КОМЗЕТа весной 1925 года. Согласно Списку населённых пунктов Крымской АССР по Всесоюзной переписи 17 декабря 1926 года, в артели Бейс-Лехем (она же Черкез-Тобай), Ички (по другим данныи — Чёрно-Кошского) сельсовета Феодосийского района, числился 41 двор (все дворы крестьянские), население составляло 72 человека, из них 71 еврей и 1 русский. Позже вместо артели был организован колхоз им. Яковлева. 15 сентября 1931 года Феодосийский район был упразднён и село включили в состав Сейтлерского, а с 1935 года — Ичкинского района. Видимо, в ходе той же реорганизации был образован Бейс-Лехемский сельсовет, поскольку в 1940 году он уже существовал. Вскоре после начала отечественной войны часть еврейского населения Крыма была эвакуирована, из оставшихся под оккупацией жителей большинство были расстреляны.
После освобождения Крыма от фашистов, 12 августа 1944 года было принято постановление № ГОКО-6372с «О переселении колхозников в районы Крыма», и в сентябре 1944 года в район приехали первые новосёлы (180 семей) из Тамбовской области, а в начале 1950-х годов последовала вторая волна переселенцев — из различных областей Украины. Указом Президиума Верховного Совета РСФСР от 21 августа 1945 года Бейс-Лехем был переименован в Хлебное, а Бейс-Лехемский сельсовет — в Хлебновский. С 25 июня 1946 года Хлебное — в составе Крымской области РСФСР, а 26 апреля 1954 года Крымская область была передана из состава РСФСР в состав УССР. Время упразднения Хлебновского сельсовета и включения его в Чапаевский пока не установлено: на 15 июня 1960 года село уже числилось в его составе. Указом Президиума Верховного Совета УССР «Об укрупнении сельских районов Крымской области» от 30 декабря 1962 года Советский район был упразднён и село присоединили к Нижнегорскому. 8 декабря 1966 года Советский район был восстановлен и село вновь включили в его состав. С 12 февраля 1991 года село — в восстановленной Крымской АССР, 26 февраля 1992 года переименованной в Автономную Республику Крым. С 21 марта 2014 года в составе Крыма аннексировано Россией.
Довоенное поселение Бейс-Лехем фактически находилось в километре восточнее современного Хлебного — видимо, путаница произошла при восстановлении опустевшего в результате войны села.